# マイ レディー
「マイ レディー」は、1979年9月21日に発売された郷ひろみ32作目のシングル。

## 解説
TBSテレビ『ザ・ベストテン』で『林檎殺人事件』以来の5週連続第1位に輝いた作品でテレビドラマ『家路〜ママ・ドント・クライ』の挿入歌。
作詞・作曲は「唐沢晴之介」名義だが、これは上述ドラマの郷の役名。劇中で作った曲という設定でその名を使っている。実際に作詞・作曲を手掛けたのはカップリング曲の作詞・作曲をした網倉一也。網倉の1981年発売アルバム「SCENE」にてセルフカバーされている。

## 収録曲
全曲　編曲:萩田光雄
1. マイ レディー（3分36秒）
  - 作詞・作曲:唐沢晴之介
2. HISTORY（3分07秒）
  - 作詞・作曲:網倉一也

## カバー
2010年、髙橋真梨子によってカバーされた（アルバム「No Reason 2 〜もっとオトコゴコロ〜」に収録）。

## ザ・ベストテンでのハプニング
1979年12月13日放送で、5週連続第1位にランクインしたが、郷がドラマの衣装（浅野内匠頭）からの着替えが間に合わず、登場に時間がかかってしまい、一旦CMを挟んだ後に登場し歌った。しかし終盤でエンドロールと被ってしまうも、時間内に歌い切った。
この映像は、2013年9月27日「金スマ 2時間SP ザ・ベストテンの真実」、2023年11月10日「金スマSP Z世代の若者たちへ"君たちは本当の黒柳徹子を知らない"」（ザ・ベストテン ハプニング集）などで放送された。